# Répercussions de l'éruption de l'Eyjafjöll en 2010 sur le trafic aérien
Pour un article plus général, voir Éruption de l'Eyjafjöll en 2010.
L'éruption de l'Eyjafjöll en 2010 cause d'importantes perturbations aériennes en Europe à partir du 14 avril 2010.

## Historique

Carte des fermetures des espaces aériens le 18 avril 2010. En rouge, les pays totalement clos, en orange ceux l'étant partiellement.

Le panache volcanique qui s'est formé au-dessus du lieu de l'éruption est composé de vapeur d'eau, de gaz volcaniques et de cendres et s'élève à une altitude d'environ 4 300 mètres. Devant la dangerosité du nuage pour les avions en vol, de nombreux pays d'Europe ont dû fermer leur espace aérien. En effet, la fumée issue de volcans peut causer de graves dommages aux réacteurs d'avions en les étouffant via des particules de métaux qu'elle contient (comme cela s'était produit pour un Boeing 747 de British Airways qui traversa un nuage de cendres en 1982 et dont les quatre réacteurs étaient tombés en panne (Vol 9 British Airways)). Ces mêmes composants peuvent aussi fausser les sondes situées sur la carlingue dont le rôle est de donner des informations de vol.
L'organisation de l'aviation civile internationale (OACI) a toutefois fait savoir à l'ONU qu'il n'y a pas pour le moment de normes internationales sur la concentration de cendres volcaniques maximale autorisée pour l'aviation.
Le 17 avril, la compagnie allemande Lufthansa a effectué dix vols test sans passagers en Allemagne, suivie le 18 avril par la compagnie néerlandaise KLM qui a effectué un vol test entre Amsterdam et Düsseldorf. Ces vols se sont déroulés sans difficulté particulière,. Le 18 avril, Air France effectue à son tour un vol de test entre Paris et Toulouse qui se déroule sans problème apparent,.
Cette situation correspond à la plus grande restriction aérienne survenue depuis les attentats du 11 septembre 2001, à la suite desquels les États-Unis avaient fermé leur espace aérien durant 3 jours.
Les restrictions de vol touchent les pays suivants :
- Allemagne : du 16 au 21 avril[7].
- Autriche : depuis le 16 avril
- Belgique : depuis le 15 avril et jusqu'au 20 avril 6 heures UTC pour la totalité du pays[7].
- Bosnie-Herzégovine : depuis le 17 avril[8].
- Bulgarie : depuis le 17 avril
- Danemark : depuis le 15 avril et jusqu'au minimum le 18 avril 12 heures UTC pour la totalité du pays[9].
- Espagne (nord du pays) : depuis le 17 avril[10].
- Estonie : depuis le 16 avril
- Îles Féroé
- Islande : fermeture de l'aéroport international de Keflavík du 23 avril[11] au 28 avril[12].
- Finlande : depuis le 16 avril
- France : depuis le 15 avril et jusqu'au minimum le 19 avril 6 heures UTC pour la partie nord du pays[13].
- Hongrie :  du 16 au 19 avril
- Irlande : depuis le 15 avril
- Italie (nord du pays) : depuis le 17 avril
- Lettonie : depuis le 15 avril
- Luxembourg : depuis le 16 avril
- Moldavie : depuis le 16 avril
- Norvège : depuis le 14 avril
- Pays-Bas : l'espace aérien était fermé du 15 avril au 19 avril 12 heures UTC pour la totalité du pays[14]. Les vols ont ensuite repris progressivement jusqu'à la levée totale des restrictions, le 23 avril[15].
- Pologne : depuis le 15 avril
- République tchèque : depuis le 15 avril
- Royaume-Uni : depuis le 14 avril
- Roumanie : depuis le 17 avril
- Slovénie : depuis le 16 avril
- Suède : depuis le 15 avril
- Suisse : depuis le 16 avril
- Turquie : nord du pays

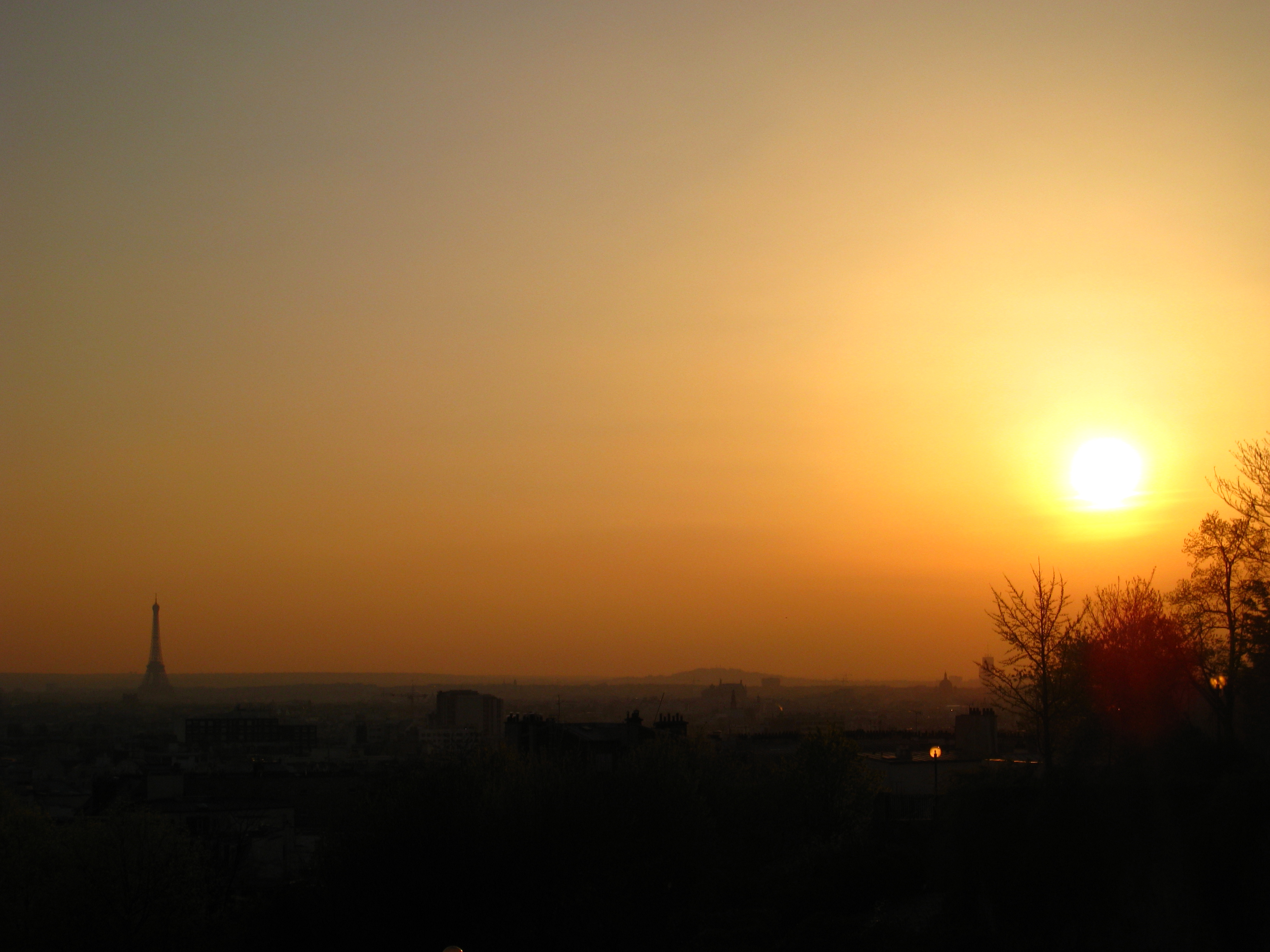
Soleil couchant à Paris le 16 avril avec un ciel totalement dépourvu de trainées de condensation.

La plupart des aéroports d'Islande, là où est situé le volcan, restèrent ouverts, les vents soufflant en direction de l'est du pays.
Le 17 avril 2010, le nuage affectait une zone s'étendant du sud de la France à l'est de la Russie et la mer Noire. Selon Eurocontrol, ce jour-là environ 16 000 vols sont annulés, représentant plus de 70 % du trafic aérien européen.
Selon l'AITA, chaque journée de cette paralysie du trafic aérien pourrait coûter 150 millions d'euros (200 millions de dollars US) aux acteurs du secteur.
La compagnie de trains Eurostar a ajouté plusieurs fréquences afin de répondre à l'explosion de la demande résultant du blocage aérien entre le Royaume-Uni et le continent. La situation est semblable pour les autres moyens de transports tels que les ferries et les taxis.
Le transport de marchandises est également atteint. Les différentes régions européennes d'outre-mer ressentent les effets de la fermeture des espaces aériens sur un plan médical et sur les denrées périssables.

## France
En France, les aéroports du sud du pays ont été partiellement touchés. Après plusieurs heures de fermeture le dimanche 18 avril, ils ont pu rouvrir, permettant ainsi le rapatriement de plusieurs milliers de Français bloqués aux 4 coins du monde.
Cependant, le marché de Rungis est peu touché, seulement 10 % des produits arrivant par avion en cette saison.

## Suisse
Le 16 avril à 15 h 30 (locale), l'Office fédéral de l'aviation civile (OFAC) communique une première interdiction de vol dans l'espace aérien suisse courant du vendredi 16 avril minuit jusqu'à samedi 17 avril 6 heures, interdiction ne touchant pas les vols de recherche et de sauvetage. L'OFAC annonce aussi que cette interdiction « pourrait se prolonger au-delà ».
Le 18 avril, un nouveau communiqué de presse de l'OFAC indique que l'interdiction de vol dans l'espace aérien suisse est prolongée jusqu'à lundi (le 19 avril) 14 heures. Cette interdiction touche les aéronefs volant aux instruments. L'espace aérien situé au-dessus de 36 000 pieds (environ 11 000 mètres) reste ouvert. Cette interdiction ne touche pas les avions volant à vue, principalement les avions de plaisance. Les observations du radar à laser optique LIDAR basé à Payerne permettent d'évaluer la situation.
Le 19 avril, l'interdiction est de nouveau prolongée par l'OFAC jusqu'au 20 avril, 8 heures du matin. Cette interdiction touche les aéronefs volant aux instruments. L'espace aérien reste ouvert au-dessus de 21 000 pieds (environ 6 400 mètres d'altitude).
Dès le 16 avril, la REGA (Garde aérienne suisse de sauvetage) avait déplacé deux avions ambulances en Espagne pour continuer à assurer le rapatriement médical de ressortissants suisses malgré la fermeture de l'espace aérien.
À partir du 4 mai 2010, un nouveau nuage de cendres perturba les activités aériennes, en Irlande, Irlande du Nord et en Écosse. Quelques jours plus tard, une partie du Portugal, de l'Espagne et de la France furent touchés par le phénomène, entrainant des fermetures d'aéroports ainsi que des annulations et des déroutages de vols.

## Coût des perturbations
Fin avril 2010, la Commission européenne estime les pertes pour le secteur aérien et les voyagistes entre 1,5 à 2,5 milliards d'euros.

## Évènements perturbés ou annulés

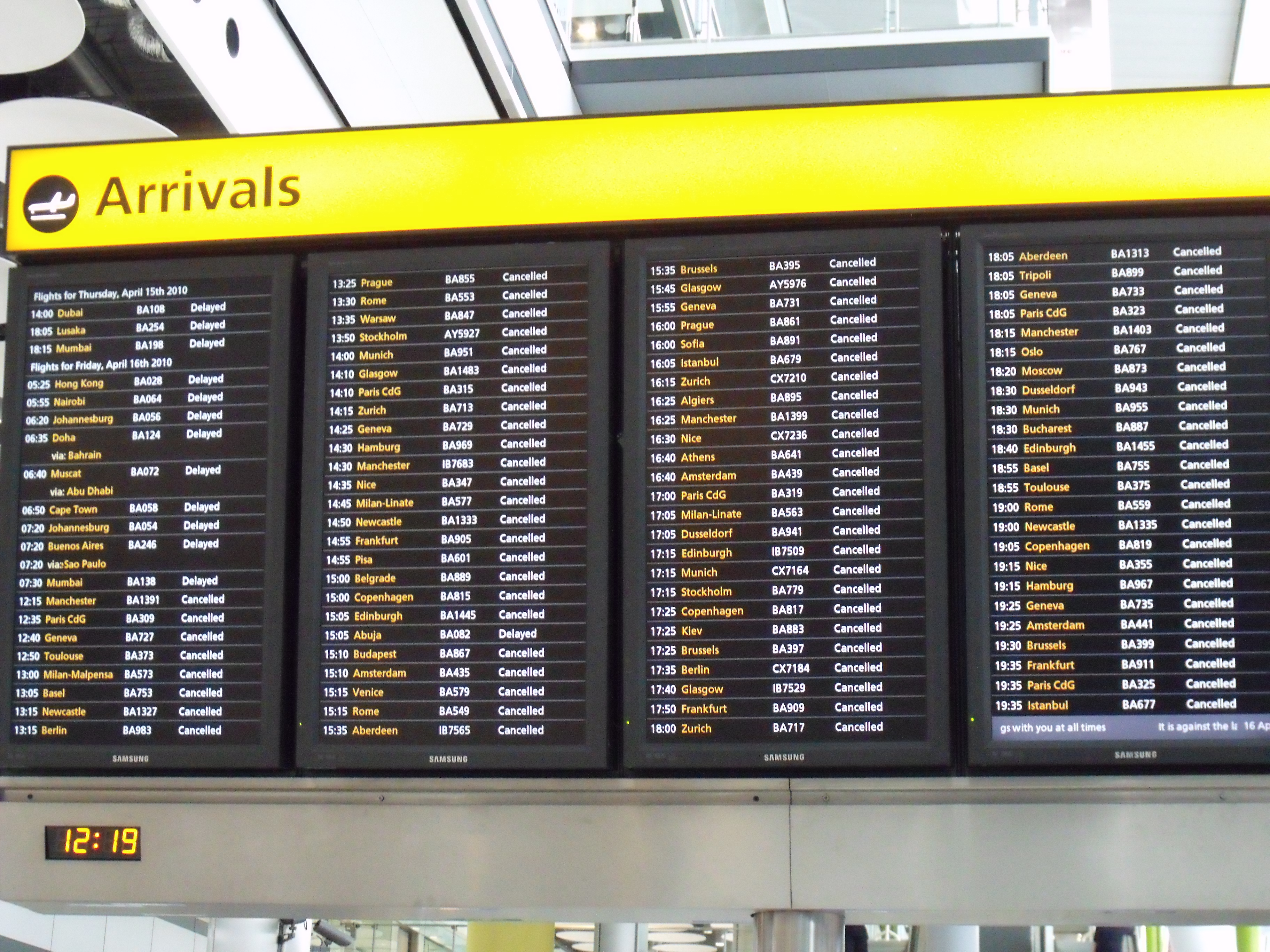
Planning des arrivées à l'aéroport de Londres Heathrow en Grande-Bretagne le 16 avril 2010.

L'annulation des vols a eu des répercussions sur de nombreux évènements. Plusieurs personnalités, dont Barack Obama, Nicolas Sarkozy et Angela Merkel, ont dû annuler leur présence aux obsèques du président polonais Lech Kaczyński, décédé dans l'accident d'avion de Smolensk le 14 avril. D'autres s'y sont rendus par la route, comme Jerzy Buzek ou Andrus Ansip, ou par le train, comme Václav Klaus. D'autre part, sept ministres n'ont pas pu assister à la réunion des ministres de l'économie et des finances de l'Union européenne qui s'est tenue à Madrid le 17 avril.
Dans le domaine sportif, plusieurs compétitions ont été perturbées. Les Championnats d'Europe de gymnastique artistique masculine ont été retardés d'un jour et les délégations russe, biélorusse et ukrainienne n'ont pas pu participer à la compétition. Le marathon de Londres n'a pas pu être couru par plusieurs des favoris, dont les tenants du titre, le Kényan Samuel Wanjiru et l'Allemande Irina Mikitenko. Le Grand Prix moto du Japon à Motegi, à l'origine prévu comme deuxième épreuve du Championnat du monde de vitesse, a été reporté au 3 octobre. Plusieurs coureurs cyclistes, parmi lesquels Carlos Sastre et Alejandro Valverde, n'ont pas pu participer à l'épreuve de l'Amstel Gold Race.  Les déplacements d'équipes françaises et britanniques de rugby à XV et de football ont dû être réorganisés pour éviter l'avion. L'équipe de France de handball masculin, alors en Islande pour une série de matches amicaux, a dû prolonger son séjour avant de prendre un avion pour la Norvège et de terminer le trajet de retour vers la France en bus.
Autre compétition, Viswanathan Anand a été bloqué en Allemagne et a demandé un report de quelques jours pour le match l’opposant à Veselin Topalov pour le titre de champion du monde d'échecs. La demande de trois jours de report ayant été refusée, Anand s'est déplacé en voiture jusqu'à Sofia. Finalement, la première partie du Championnat du monde 2010, prévue le 23 avril, est quand même reportée d'une journée car des arbitres et des officiels de la FIDE ont également eu des problèmes de transport.[réf. nécessaire]
Le monde des spectacles et du divertissement a aussi été bouleversé. Incapable de rejoindre sa destination, le chanteur Mika a dû reporter son concert  prévu à Lisbonne, tout comme Bobby McFerrin et Newton Faulkner, tous deux programmés à Paris. Les groupes Los Campesinos et Magma ont pour leur part fini par annuler des concerts respectivement prévus dans le Vermont et à La Réunion. Le Printemps de Bourges a dû faire face aux absences imprévues de Nina Kinert et Delphic, Jazz à Carthage celles de Vaya Con Dios, Candy Dulfer, Milow et Sherman Robertson, et le Cully Jazz Festival celles de Marc Ribot, Chad Taylor, Vijay Iyer et Fredo Viola. Le Coachella Festival a été le plus touché avec l'annulation de Talvin Singh, Bad Lieutenant, Delphic, Gary Numan The Cribs, Frightened Rabbit et Hypnotic Brass Ensemble. Présentes en Grèce pour un Festival du film francophone, plusieurs personnalités françaises ont dû prolonger leur séjour dans le pays, dont Antoine de Caunes, Jean-Paul Gaultier, Jane Birkin, Nikos Aliagas et Stéphane Bern. Ce dernier, qui avait déjà animé, avec son équipe, deux émissions spéciales du Fou du roi depuis Athènes, a prolongé l'expérience et improvisé une émission en recevant notamment Jane Birkin, Nikos Aliagas et Theo Angelopoulos. Aliagas n'a pas pu faire de même avec son émission Le 6/9 et NRJ a diffusé un florilège de l'émission en son absence. Aux États-Unis, WWE RAW (émission de catch de la World Wrestling Entertainment) a été perturbé. De nombreux lutteurs, qui étaient en tournée européenne, n'ont pas pu participer à ce show. La WWE, a donc dû changer ses plans en remplaçant les lutteurs de RAW par les lutteurs de WWE SmackDown (autre show de la WWE).[réf. nécessaire]

## Bilan carbone
Calculer le bilan carbone de l'éruption est difficile. En effet,
- le volcan a rejeté une grande quantité de gaz à effet de serre (estimée dans la seconde phase de l'éruption) entre 150 000 et 300 000 tonnes de carbone par jour[35] ;
- mais l'immobilisation au sol de milliers de vols prévus a empêché la combustion de milliers de tonnes d'hydrocarbure (estimation de 220 000 tonnes de carbone)[36] ;
- de surcroît, le Système communautaire d'échange de quotas d'émission de carbone a défini comme année de référence d'émissions l'année 2010, année de l'éruption, donc caractérisée par une baisse des voyages (et donc des émissions). La baisse des émissions de carbone devrait donc être juridiquement répercutée sur les années suivantes. Plusieurs compagnies ont toutefois demandé un report de l'année de référence[37].

## Influence culturelle
Le film français Eyjafjallajökull, sorti en 2013, s'inspire des perturbations qu'a engendrées l'éruption de l'Eyjafjöll en 2010. Les deux personnages, joués par Dany Boon et Valérie Bonneton, sont contraints de rejoindre la Grèce en voiture pour le mariage de leur fille.